# 淳安公主
淳安公主（1453-1536年），明朝公主，明英宗之女。
成化二年，憲宗冊封為淳安長公主，下嫁蔡震。蔡震的品行高尚，正德年間參與審問劉瑾，當時其他人去審問劉瑾，他便誣指其人乃己黨，令廷臣無人敢質問他，蔡震嚴厲地道：「我乃皇親國戚，應該不會是你一黨的吧！」令獄卒拷打他，劉瑾乃服，由是有名於世。
弘治元年，孝宗加封為淳安大長公主，並多次賞賜庄田，增加歲祿。公主和蔡震夫妻享寿八十余岁，生有四男两女。嘉靖十四年（1535年）蔡震去世，贈太保。嘉靖十五年公主去世。